# Stefanie Callebaut
Stefanie Callebaut (Kortrijk, 25 mei 1986) is een Vlaamse singer-songwriter. Stefanie was van 2009 tot 2022 frontvrouw van de Belgische band SX. Stefanie zingt vooral in het Engels maar maakte ook al nummers in de West-Vlaamse taal. In 2025 was ze een van de kandidaten voor Eurosong 2025.

## Biografie
Stefanie krijgt in 2005 voor het eerst naamsbekendheid door haar deelname aan Star Academy, waar ze 12de eindigde. In 2009 stapt ze samen met enkele Kortrijkzanen in een indie pop band SX. De groep maakte drie studioalbums en scoorde hits met Gold en Black Video. In 2022 hield de band op, na een akoestische afscheidstournee doorheen Vlaanderen.
Na een kleine pauze nam Callebaut terug muziek op, en nam ze deel aan het programma Ik vraag het aan. Eind 2024 werd ze aangekondigd als een van de acht kandidaten van Eurosong 2025. 